# Regula lui l'Hôpital

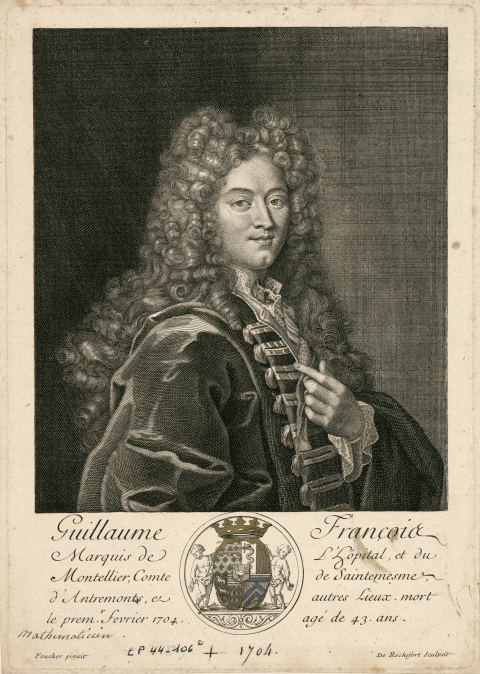
Guillaume de l'Hôpital

În analiza matematică, regula lui l'Hôpital (scrisă adesea și regula lui l'Hospital) este o regulă care presupune folosirea derivatelor pentru calculul unor limite de funcții care conțin o nedeterminare (cel mai adesea de tipul {\displaystyle {\frac {0}{0}}} sau {\displaystyle {\frac {\infty }{\infty }}}). În ciuda numelui, aceasta a fost descoperită de Johann Bernoulli.
Într-o formă simplificată, enunțul teoremei spune că pentru funcțiile {\displaystyle f,g:I\setminus \{c\}\rightarrow \mathbb {R} }, {\displaystyle I} un interval ce include intervalul {\displaystyle (a,b)}, {\displaystyle c\in (a,b)}, dacă avem: 
{\displaystyle \exists \lim _{x\to c}f(x)=\lim _{x\to c}g(x)=0{\text{ sau }}\exists \lim _{x\to c}g(x)=\pm \infty }, și
{\displaystyle \exists \lim _{x\to c}{\frac {f'(x)}{g'(x)}}\in {\overline {\mathbb {R} }}}  , și
{\displaystyle g'(x)\neq 0} pentru orice x din I, x ≠ c,
atunci:
{\displaystyle \lim _{x\to c}{\frac {f(x)}{g(x)}}=\lim _{x\to c}{\frac {f'(x)}{g'(x)}}}.